# 17516 Kogayukihito
17516 Kogayukihito este un asteroid din centura principală de asteroizi.

## Descriere
17516 Kogayukihito este un asteroid din centura principală de asteroizi. A fost descoperit pe 28 octombrie 1992 la Kitami de Masayuki Yanai și Kazuro Watanabe. Asteroidul prezintă o orbită caracterizată de o semiaxă mare de 2,54 ua, o excentricitate de 0,18 și o înclinație de 3,8° în raport cu ecliptica.